# Lepidapedon hancocki
Lepidapedon hancocki är en plattmaskart. Lepidapedon hancocki ingår i släktet Lepidapedon och familjen Lepocreadiidae. Inga underarter finns listade i Catalogue of Life.